# Flair bartending
 (juin 2020).
Si vous disposez d'ouvrages ou d'articles de référence ou si vous connaissez des sites web de qualité traitant du thème abordé ici, merci de compléter l'article en donnant les références utiles à sa vérifiabilité et en les liant à la section « Notes et références ».
Pour les articles homonymes, voir Flair.

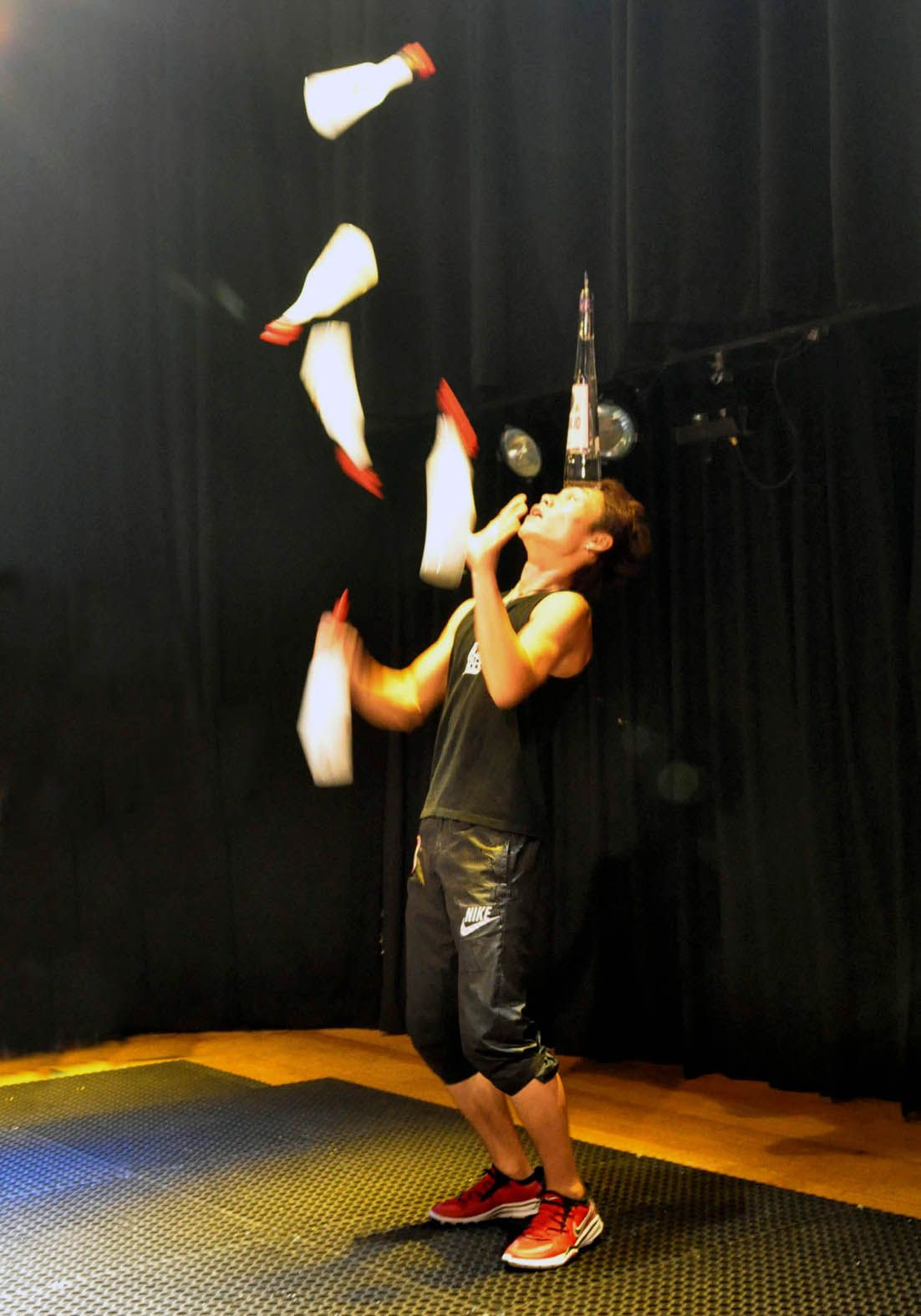
Jongleur sur scène

Le flair bartending, ou jonglerie de bar, est une discipline pratiquée par certains barmen et consistant à jongler avec des bouteilles, des shakers et des verres, afin de faire des cocktails d'une façon acrobatique et artistique.
Certains jongleurs pratiquent également cette discipline sur scène. Dans les années 2000, des bouteilles incassables facilitant l’entraînement sont vendues par les marchands de matériel de jonglerie et des ateliers sont donnés en convention.
Cette discipline originaire des pays anglo-saxons, s'est répandue à travers le monde depuis les États-Unis, où Jerry Thomas (dit The Professor) est le plus ancien barman connu à avoir rendu célèbre, dans la seconde moitié du XIXe siècle, le service acrobatique de ses créations de cocktails, dont le fameux Blue Blazer,. Elle peut être considérée comme sportive[Par qui ?] et possède une fédération internationale (la WFA, World Flair Association) et une fédération dans certains pays[Lesquels ?], comme par exemple la FBA (Flair Bartenders' Association) aux États-Unis.

## Le Working Flair
Le Working flair est l’art du service acrobatique. Il consiste à créer une animation pendant le service des boissons grâce à quelques gestes et techniques de service acrobatiques simples et efficaces. Un barman qui travaille en working flair assure le service des cocktails tout en créant le spectacle au bar. Il jongle et manie avec dextérité les bouteilles, shakers et verres, etc. Le service working flair est réalisé avec des bouteilles ouvertes et plus ou moins remplies. Les mouvements de rotation précis doivent être respectés afin de ne pas faire sortir de liquide de la bouteille.

## L’Exhibition Flair
L'Exhibition Flair, aussi appelé show flair est l’art du spectacle. Il consiste à mettre en scène l’art du bar et les techniques acrobatiques des barmans. Quelques cocktails peuvent être servis mais cet art s’approche plus du spectacle que du service traditionnel. Il peut inclure l’utilisation d’effets de scène afin de créer un véritable spectacle scénique (pyrotechnie, fumées lourdes…). La contenance de la bouteille est en général nulle ou très faible (pas plus de 4 centilitres), afin de pouvoir réaliser des mouvements beaucoup plus complexes. Cette technique de flair bartending inclut parfois l’utilisation de plusieurs éléments simultanément (multi-élément)